# Ханс Беман
Ханс Беман (на немски: Hans Bemmann) е германски писател на произведения в жанра научна фантастика и фентъзи. Писал е и под псевдонима Ханс Мартинсон (Hans Martinson).

## Биография и творчество
Ханс Беман е роден на 27 април 1922 г. в Гройч, Саксония, Германия. Като син на протестантски свещеник отраства в Грима, Лайпциг, Висбаден и Виена. През 1940 г. започва да учи медицина, но прекъсва образованието си поради мобилизирането му във Вермахта през Втората световна война. Работи като асистент на хирурзите във военните болници. Заради войната медицината му става кошмар и след нея той завършва през 1949 г. германистика и музикология в Инсбрук.
След дипломирането си работи като редактор в австрийската асоциация на католическите библиотеки „Borromäuswerk“ в Бон в периода 1954 – 1987 г. В периода 1971 – 1983 г. преподава немска литература в педагогическия университет в Бон. Преподава и библиотечно дело до 1993 г.
През 1961 г. е издаден първият му роман „Jäger im Park“ (Ловец в парка) под псевдонима Ханс Мартинсон, а през 1963 г. и „Lästiger Besuch“ (Досадно посещение).
През 1983 г. е издаден приказният му фентъзи роман „Камък и флейта“. Главният герой Лаушер наследява вълшебни камък и флейта, и с подарения му вълшебен корен от кедър, който му вдъхва смелост, се отправя на опасни приключения, за да търси своето призвание. Сред зли вълци, красиви русалки и улични музиканти, той завоюва лесни победи, но претърпява и тежки поражения, които му помагат да опознае дълбочината на човешка природа, но и да постигне целта си. Романът бързо става култов и прави писателя известен.
Следват дистопичните му романи „Erwins Badezimmer, oder die Gefährlichkeit der Sprache“ (Ервин Бадезимер, или опасността на езика) и „Stern der Brüder“ (Звездата на братята), които представят света в светлината на противопоставянето и диктатурата.
През 1990 г. се връща към света на приказните фентъзи светове с трилогията си „Омагьосаната“.
През 1987 г. е удостоен с „Евангелистката награда за книга“, а през 2002 г. с „Рейнската награда за литература“ за цялостното му творчество.
Ханс Беман умира на 1 април 2003 г. в Бон.

## Произведения

### Самостоятелни романи
- Jäger im Park (1961) – като Ханс Мартинсон
- Lästiger Besuch (1963) – като Ханс Мартинсон
- The Stone and the Flute, und das ist noch nicht alles (1983)
Камък и флейта. И това съвсем не е всичко. кн.1, изд.: „Интенс“, София (2012), прев. Мария Иванова, Цветана Грозева
- Erwins Badezimmer, oder die Gefährlichkeit der Sprache (1984)
- Stern der Brüder (1986)

### Серия „Омагьосаната“ (Die Verzauberten)
1. Die beschädigte Göttin (1990)
2. Die Gärten der Löwin (1993)
3. Massimo Battisti – Von einem, der das Zaubern lernen wollte (1998)